# اعتصام الكامور
اعتصام الكامور هي حركة احتجاجية دارت أحداثها في منطقة الكامور البترولية في ولاية تطاوين جنوب تونس وذلك بين 23 أفريل و16 يونيو 2017، تاريخ إمضاء اتفاق بين الحكومة والمعتصمين. 

تعود تسمية الاعتصام نسبة للمسلك الفرعي الكامور، الذي تعتمده شركات التنقيب على البترول لتزويد المحطات ونقل البترول نحو ميناء جرجيس. إندلعت الاحتجاجات في الولاية للمطالبة بالتنمية والتشغيل والتوزيع العادل للثروات الطبيعية.

## الأسباب

### الأسباب الإجتماعية
تتمثل الأسباب الرئيسية وراء تأجج الأوضاع بالجنوب التونسي واعتصام عدد من الشباب في منطقة الكامور في مطالبة شباب المنطقة بحقهم في التشغيل والمساواة بينهم وبين بقية شباب البلاد وخاصة وإن منطقتهم تحتوي على ثروات طبيعية وما تمتاز به عن غيرها من المناطق، هذا إلى جانب المصاعب اليومية التي يعيشونها من ضعف للبنية التحتية وقلة الادارات والمنشأت العمومية وصعوبة المحيط الطبيعي الصحراوي.
كما تتطورت فيما بعد المطالب لتشمل الدعوة لتنمية المنطقة من خلال فرض مبدأ المساهمة في التنمية على المؤسسات النفطية في المنطقة حيث أن المنطقة تعاني من نقص في العناية بالرغم من أهميتها الاقتصادية وخاصة في مجال الطاقة.
من جهة أخرى دعى مجموعة من النشطاء المساندين للتحركات بالجنوب لتأميم الثروات الطبيعية وتحديدا النفطية أو على الأقل نشر ما يعتبرونه «الأرقام الحقيقية» لهذه الثروات في البلاد التونسية وهي مواصلة لتحرك وينو البترول الذي انطلق سنة 2015 وتلاشى شيئا فشيئا فيما بعد.

### الأسباب السياسية
دعمت عدة شخصيات وأحزاب سياسية هذا التحرك منهم حراك تونس الإرادة وحركة النهضة وآفاق تونس والجبهة الشعبية، بينما دعى كل من الصافي سعيد (مرشح مستقل لرئاسيات 2014) وحمة الهمامي الناطق الرسمي باسم الجبهة الشعبية إلى تأميم الثروات الطبيعية.

## تسلسل الأحداث
23 أبريل 2017
انطلقت مجموعة من الشباب نحو منطقة الكامور من ولاية تطاوين بسيارات رباعية الدفع وشاحنات عبر الصحراء وأقاموا خيما ثم اعتصموا هناك أمام محطة لانتاج النفط.
24 أبريل 2017
أغلق المحتجون محطة لضخ الوقود كعملية تصعيدية لتحركاتهم الاحتجاجية السلمية بعد عدم استجابة الحكومة لمطالبهم.
1 مايو 2017
خلافا للمساعدات الطبية والغذائية التي وصلت للمعتصمين منذ يومهم الأول في الاعتصام أرسل عدد من المواطنين التونسين المقيمين خارج البلاد تبرعات مالية للمعتصمين.
6 مايو 2017
قام عدد من أصيلي تطاوين المقيمين بفرنسا وقفة احتجاجية بمدينة باريس الفرنسية ورفعوا خلالها شعارات تدعو الحكومة إلى تحمّل مسؤولياتها وإعطاء الجهة حقها من التشغيل والتنمية.
7 مايو 2017
قام ناشطون بالمجتمع المدني بمدينة تطاوين بوقفة احتجاجية في ساحة الشعب تعبيرا عن مساندتهم لمعتصمي الكامور ومطالبهم.
8 مايو 2017
حددت تنسقية اعتصام الكامور مطالب المعتصمين وتمت صياغتها في بيان وعرضها على الحكومة وهي التالية:
- 1500 موطن شغل في الشركات البترولية.
- 3 ألاف موطن شغل في شركات البستنة والبيئة.
- 100 مليون دينار لصندوق التنمية بالجهة.

10 مايو 2017
قام رئيس الجمهورية التونسية الباجي قائد السبسي بخطاب للشعب التونسي من قصر المؤتمرات بالعاصمة تونس وقد تلى خلاله بيان معتصمي الكامور.
11 مايو 2017
أكد عضو تنسيقية اعتصام الكامور علاء الدين الونيسي في مداخلة اذاعية له أن «خطاب رئيس الجمهورية يوم 10 ماي 2017 قوبل بالامتعاض وخلف احتقانا لدى أهالي تطاوين ومعتصمي الكامور بسبب نبرات التهديد والاحتقار الصادرة عن رئيس الجمهورية تجاههم» حسب قوله.
16 مايو 2017
نظم اجتماع تفاوضي بين ممثلين عن الحكومة ونظرائهم من الاعتصام انتهت عشية ذات اليوم، التحق اثرها ممثلوا الاعتصام نحو المجموعة المعتصمة للتشاور فيما بينهم. وافق عدد من المعتصمين بين توجه الشق الرافض نحو نقطة ضح لمواصلة اعتصامهم والتعبير عن رفضهم لمقترحات الحكومة.
17 مايو 2017

فض إعتصام الكامور في 22 ماي 2016، وحرق خيام المعتصمين.

صرح والي تطاوين أنه تم تفكيك الاعتصام مبدئيا مع انتظار رد كتابي من المعتصمين يؤكدون فيه موافقتهم على ما نجر عنه اجتماعهم مع ممثلين مع الحكومة. وفي النهاية، لم يتفق المعتصمون فيما بينهم وتواصل الاعتصام.
18 مايو 2017
دخل خمسة من معتصمي الكامور في اضراب جوع وأمهلوا الحكومة 48 ساعة لتحقيق مطالبهم تنتهي يوم 20 ماي قبل التصعيد من نسق تحركاتهم الاحتجاجية السلمية.
20 مايو 2017
قام عدد من المساندين لمعتصمي الكامور باغلاق الطرقات الرئيسية المؤدية والمتفرعة من مدينة تطاوين بالجنوب التونسي كمساندة للتحركات الاحتجاجية.
21 مايو 2017
قامت الحكومة بارسال تعزيزات أمنية لمنطقة الكامور وذلك بعد الندوة التي عقدها رئيس الحكومة مع الولاة وأكد اثرها على ضرورة حماية المنشأت والتصدي لغلق الطرقات ومحاولات وقف الإنتاج.
22 مايو 2017
عاشت مدينة تطاوين ثم عدد من المدن المجاورة حالات من الاحتقان شملت عمليات كر وفر بين المحتجين وقوات الحرس الوطني انتهت بمقتل شاب واصابات العديد من المشاركين في التحركات الاحتجاجية. كما تم احراق العديد من المنشأت الامنية كأقليم الأمن الوطني بتطاوين خلافا لعدد من سيارات الأمن الوظيفية وحتى الشخصية التي تعود لبعض الأمنيين.
23 ماي 2017
نظم عمال وشغيلي مدينة دوز من ولاية قبلي بالجنوب التونسي اضرابا عاما في جميع النشاطات.
تم ايقاف رجل الأعمال شفيق الجراية باحدى مقاهي ضفاف البحيرة إحدى ضواحي العاصمة التونسية، ويرجح البعض ان هذا الإيقاف يعود للاشتباه فيه في المس من أمن الدولة من خلال التدخل في التحركات الاحتجاجية الواقعة بالجنوب.
24 مايو 2017
صرح منسق اعتصام الكامور في مداخلة اذاعية عن براءة تحركاتهم الاحتجاجية من الفوضى والخراب التي حلت الأيام الأخيرة وقال أن السبب في ذلك هم مخربون اندسوا وسط المحتجين وكان هدفهم هو اضفاء صورة مغلوطة حول المعتصمين. كما عبر عن غضب المحتجين من تجاهال الحكومة لجنازة الشهيد السكرافي وأعلن أن المعتصمين سيثأرون لدمه ولكن بالقانون.

## محاولة فض فاشلة للاعتصام
يوم 22 مايو 2017، تدخلت مجموعة كبيرة من القوات الأمنية لمحاولة فض الاعتصام، إلى أن وفاة أحد المعتصمين دهسا بسيارة تابعة للحرس الوطني وإصابة آخر بجروح خطيرة أدى إلى تشنج الوضع وتعقيده ووقعت عمليات كر وفر بين قوات الأمن والمعتصمين، الشيء الذي أدى بقوات الأمن بالانسحاب من مكان الاعتصام. 

أعلن يوم 24 مايو والي تطاوين محمد علي البرهومي استقالته.

## المفاوضات ومساعي حل الأزمة
منذ الأيام الأولى لبدأ الاحتجاجات، في 4 أبريل، زار وفد وزاري عن حكومة يوسف الشاهد يضم وزير الشؤون الاجتماعية محمد الطرابلسي والوزير المكلف بالعلاقة مع مجلس نواب الشعب إياد الدهماني وكاتب الدولة للاقتصاد الرقمي حبيب الدبابي رفقة نواب الولاية في مجلس نواب الشعب المنطقة وحاولوا إيجاد حلول للأزمة. 

بعدها بأيام في 27 أبريل، قام رئيس الحكومة التونسية يوسف الشاهد بزيارة لولاية تطاوين رفقة وفد وزاري يضم وزير التشغيل عماد الحمامي ووزير التجارة زياد العذاري ووزير الشؤون الاجتماعية محمد الطرابلسي ووزيرة الطاقة والمناجم والطاقات المتجددة هالة شيخ روحو ووزير التنمية والاستثمار والتعاون الدولي فاضل عبد الكافي وكاتبة الدولة المكلفة بالتكوين والمبادرة الخاصة سيدة الونيسي وتفاوض بشكل مباشر مع المحتجين في مقر الولاية، وقدم حزمة من القرارات تتكون من 65 قرارا لفائدة الولاية، جزء كبير منها يلبي طلبات المحتجين. 

كان وزير التشغيل عماد الحمامي هو المكلف بملف التفاوض وكان يجري زيارات وجلسات تفاوض أسبوعية في ولاية تطاوين مع المعتصمين. 

بعد وفاة أنور السكرافي، انتقل وزير الدفاع الوطني فرحات الحرشاني لمنزل عائلته لتعزيتهم، وكذلك فعل وفد من حزب حركة النهضة لمنزل عائلته للتعزية ومحاورة بعض المحتجين، وكان يضم رئيس الحكومة الأسبق علي العريض ورئيس مجلس شورى الحركة عبد الكريم الهاروني والنائب نور الدين البحيري.

انتقلت لجنة الأمن والدفاع بمجلس نواب الشعب للولاية بقيادة رئيسها عبد اللطيف المكي لمحاورة المعتصمين والمشاركة في تهدأت الأوضاع. 

أقام المعتصمون حجرا تذكاريا مكان سقوط أنور السكرافي قتيلا في منطقة الكامور.

### الإتفاق النهائي
فالليلة الفاصلة بين 15 و16 يونيو 2017، نظمت جلسة مفاوضات أخيرة في مقر ولاية تطاوين بين وزير التكوين المهني والتشغيل عماد الحمامي (ممثل الحكومة والمكلف بملف التفاوض) ووالي تطاوين عادل الورغي ونواب ولاية تطاوين وبحضور الأمين العام للاتحاد العام التونسي للشغل نور الدين الطبوبي كضامن للاتفاق مع ممثلي المعتصمين من تنسيقية اعتصام الكامور.

توصلت الجهتين لاتفاق صباح 16 يونيو وتم توقيع محضر اتفاق من قبل الوزير والوالي والأمين العام للاتحاد من جهة وممثل المعتصمين الذي كان الطاهر السكرافي والد أنور السكرافي الذي قتل دهسا أثناء فض الاعتصام قبل أيام.
نص الاتفاق على:
- انتداب أحد أفراد عائلة القتيل أنور السكرافي والمصاب عبد الله العوال.
- إعادة الفتح الفوري لمحطة ضخ البترول التي أغلقها المحتجون.
- رفع الاعتصام بنفس المحطة، وفتح طريق الكامور، ورفع كل مظاهر الاعتصام من خيام وغلق الطرقات بالولاية.
- انتداب 3000 شخص من الولاية في شركة البيئة والغراسة والبستنة (1500 في 2017 و1000 في 2018 و500 في 2019).
- انتداب 1500 موطن شغل في شركات الإنتاج والخدمات البترولية العاملة بالصحراء (1000 في 2017 و500 في 2018).
- تخصيص مبلغ 80 مليون دينار تونسي سنويا لصندوق التنمية والاستثمار بتطاوين.
- عدم التتبع العدلي لكل من شارك في الاحتجاجات.